# Eurimedonte de Mirrinunte
Eurimedonte (en griego, Εὐρυμέδων) era el marido de Potone, hermana del filósofo Platón, y el padre del filósofo Espeusipo. Vivió a fines del siglo V y principios del siglo IV a. C.
El Eurimedonte de Mirrinunte cuya propiedad en el demo de Eréadas era adyacente a las tierras de Platón que se extendían por el oeste hasta el río Cefiso, y que se menciona como uno de los ejecutores del testamento de Platón probablemente fuera nieto de Eurimedonte el Viejo e hijo de Espeusipo.